# Høng Kommune
Høng Kommune  i Vestsjællands Amt blev dannet i 1966 fire år før kommunalreformen i 1970. Ved strukturreformen i 2007 blev den indlemmet i Kalundborg Kommune sammen med Bjergsted Kommune, Gørlev Kommune og Hvidebæk Kommune.

## Tidligere kommuner
Høng Kommune blev dannet pr. 1. april 1966 ved frivillig sammenlægning af 6 sognekommuner med Høng som kommunesæde:
| Kommune         | Folketal september 1965 | Byer |
| --------------- | ----------------------- | ---- |
| Buerup          | 828                     |      |
| Finderup        | 3.092                   | Høng |
| Gierslev        | 1.012                   | Løve |
| Reerslev        | 709                     |      |
| Sæby-Hallenslev | 741                     | Sæby |
| Ørslev-Solbjerg | 793                     |      |
| I alt           | 7.175                   |      |

Ved kommunalreformens ikrafttræden 1. januar 1970 havde Høng Kommune 7.317 indbyggere.

## Sogne
Høng Kommune bestod af følgende sogne, alle fra Løve Herred:
- Buerup Sogn
- Finderup Sogn
- Gierslev Sogn
- Hallenslev Sogn
- Reerslev Sogn
- Solbjerg Sogn
- Sæby Sogn
- Ørslev Sogn

## Borgmestre[3]
| Periode   | Navn                     | Parti              |
| --------- | ------------------------ | ------------------ |
| 1966-1974 | Jens Carlsen             | Venstre            |
| 1974-1978 | Bent Belling             | Venstre            |
| 1978-1998 | Niels Baunegaard Nielsen | Tværpolitisk Liste |
| 1998-2006 | Ingvar Jensen            | Tværpolitisk Liste |

## Rådhus
Høng Kommunes tidligere rådhus på Hovedgaden 37 i Høng har været brugt til uddannelsesformål, men det diskuteres om rådhuset skal sælges eller bruges af foreninger.

## Nedlagte landsbyer
Inden for Høng Kommunes område er der forsvundet 12 landsbyer. De fleste er blevet opslugt af herregårde. Nogle af de nedlagte landsbyer findes som lokale stednavne, mens andre er helt forsvundne.
- Kattrup (Kattrup Gods)
- Kuserup
- Frendved
- Nørager (Nørager Gods)
- Hesselbjerg (Hesselbjerggaard)
- Halleby
- Hallebygård
- Kapel Sæby (Sæby Kirke)
- Åserup
- Kragerup (Kragerupgård)
- Kragevig
- Nyrup